# Berthold von Rheinfelden
Berthold von Rheinfelden (* um 1060; † 18. Mai 1090) war der Sohn des Rudolf von Rheinfelden und Herzog von Schwaben. Seine Mutter steht nicht ganz sicher fest, ebenso wenig wie das genaue Geburtsjahr (um 1060?).
Er folgte seinem Vater zu Lebzeiten als Herzog von Schwaben nach. Durch den natürlichen Tod seiner Ehefrau  benötigte Rudolf (Gegenkönig zu Heinrich IV.) einen neuen Organisator des süddeutschen Widerstandes gegen Heinrich IV., da Rudolf selbst mit seiner Herrschaft auf Sachsen beschränkt und von seinen süddeutschen Verbündeten abgeschnitten blieb.
Heinrich stellte Berthold daraufhin Friedrich von Büren (Familie der späteren Staufer) als neuen Herzog von Schwaben entgegen, der in Schwaben über zahlreiche strategisch äußerst günstig gelegene Güter verfügte und so den Kampf der Heinricianer gegen die Anhänger Rudolfs wirksam fortführen konnte. Schwaben blieb während des Aufstandes der Fürsten gegen Heinrich IV. eines der Hauptkampfgebiete und versank im Chaos des Bürgerkrieges.
Obwohl Berthold die breitere Machtbasis als Friedrich besaß, blieb er ein Herzog ohne Profil. Er überließ den Kampf gegen die kaiserliche Partei vor allem Herzog Berthold II. von Zähringen und Welf IV. Offenkundig stand bereits 1079 fest, dass der Zähringer von Berthold, der 1090 ohne Nachkommen starb und im Kloster St. Blasien begraben wurde, das Herzogsamt übernehmen sollte, was dann auch 1090 geschah.